# Joudes
Joudes är en kommun i departementet Saône-et-Loire i regionen Bourgogne-Franche-Comté i östra Frankrike. Kommunen ligger i kantonen Cuiseaux som tillhör arrondissementet Louhans. År 2022 hade Joudes 359 invånare.

## Befolkningsutveckling
Antalet invånare i kommunen Joudes
| Referens: INSEE |